# Vilstrup Sogn

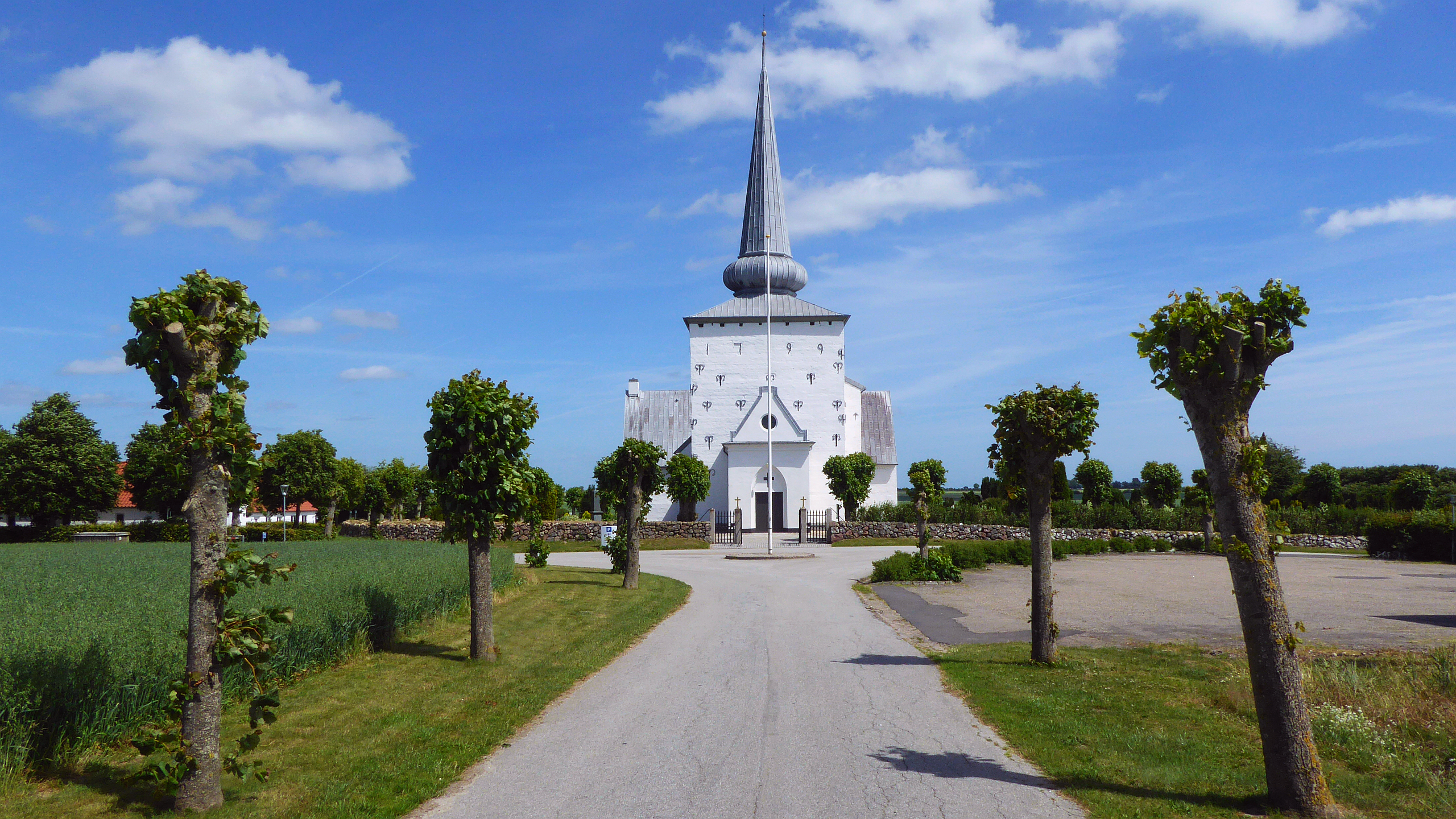
Vilstrup Kirke – Vilstrup Sogn; Syddanmark (2018)

Vilstrup Sogn ist eine Kirchspielsgemeinde (dän.: Sogn)  in Nordschleswig im südlichen Dänemark. Bis 1970 gehörte sie zur Harde Haderslev Herred im damaligen Haderslev Amt, danach zur Haderslev Kommune im damaligen Sønderjyllands Amt, die im Zuge der Kommunalreform zum 1. Januar 2007 in der „neuen“  Haderslev Kommune in der Region Syddanmark aufgegangen ist.
Im Kirchspiel leben 1241 Einwohner, davon 398 im Kirchdorf Sønder Vilstrup (Stand:1. Januar 2023).